# Съдийски квартал
Съдийският квартал, или още Триъгълника, е малък и уютен квартал в близост до широкия център на град Пловдив. Територията му е заключена под формата на триъгълник между булевардите „Христо Ботев“, „Менделеев“ и „Найчо Цанов“.